# Réka Vidáts
Réka Vidáts (* 19. Juli 1979) ist eine ehemalige ungarische Tennisspielerin.

## Karriere
Vidáts gewann während ihrer Karriere einen Einzel- und zwei Doppeltitel des ITF Women’s Circuits. Ihre erste Hauptfeldteilnahme bei einem WTA-Turnier hatte sie im Einzel bei den Budapest Open 1993, wofür sie eine Wildcard erhielt. Hier verlor sie in der ersten Runde gegen Radka Bobková mit 1:6 und 2:6.
Sie spielte 1997 für die ungarische Fed-Cup-Mannschaft, wo sie bei vier Matches dreimal siegreich war.

## Turniersiege

### Einzel
| Nr. | Datum       | Turnier | Kategorie   | Belag | Finalgegnerin     | Ergebnis      |
| --- | ----------- | ------- | ----------- | ----- | ----------------- | ------------- |
| 1.  | August 1994 | Rebecq  | ITF $10.000 | Sand  | Stephanie Devillé | 6:2, 3:6, 6:3 |

### Doppel
| Nr. | Datum       | Turnier | Kategorie   | Belag     | Partnerin           | Finalgegnerinnen                         | Ergebnis |
| --- | ----------- | ------- | ----------- | --------- | ------------------- | ---------------------------------------- | -------- |
| 1.  | August 1996 | Kiew    | ITF $25.000 | Sand      | Anna-Karin Svensson | Natalija Medwedjewa Hanna Saporoschanowa | 7:5, 6:3 |
| 2.  | Juni 1998   | Kavala  | ITF $10.000 | Hartplatz | Maria Pavlidou      | Branka Bojović Evagelia Roussi           | 6:1, 6:1 |